# Charivari (ritual)
Charivari (franska) är ett vilt larm, åstadkommet genom vissling, tjut, jamande och kittlars eller pannors sammanslående, i avsikt att uttrycka missnöje med någon person. 
En sådan "kattmusik" användes under medeltiden, särskilt i Frankrike, för att håna gamla änkor, som gifte om sig, men antog sedermera, i synnerhet efter bourbonska restaurationen, en politisk karaktär. Det gav namn åt  skämttidningen Le Charivari. 